# デイル・ラッセル
デイル・ラッセル（Dale Russell、1937年12月27日 - 2019年12月21日）は、カナダの古生物学者。（一般には）「もし、恐竜が絶滅せずに進化を続けていたら…」という思考実験の結果である、白亜紀の肉食恐竜「トロオドン」（英語式にいえば「トルードン」）を下敷きにした、恐竜人間（つまり、知的生命体となった恐竜）「ディノサウロイド」の模型で知られる。